# جوردن ويرينغ
جوردن ويرينغ (بالإنجليزية: Jordan Waring)‏ هو ملحن أمريكي، ولد في 1964.